# لاوتنباخ
لاوتنباخ (به آلمانی: Lautenbach) یک شهر در آلمان است که در ارتناوکرایس واقع شده‌است.